# فراق (روستا)
 فراق  (در عربی:  الفَراق )
نام روستایی است در دهستان فَروَة از توابع استان صَعده در کشور یمن در شبه جزیره عربستان.

## جمعیت
جمعیت آن (۱۰۷ ) نفر (۱۱ خانوار) می‌باشد.